# Interstate 75
La Interstate 75 (I-75) è la principale nord–south Interstate nelle regioni dei Grandi Laghi e degli Stati Uniti sud-orientali. Va da Hialeah in Florida a Sault Ste. Marie nel Michigan, al confine con l'Ontario. La Interstate 75 è la settima interstate più lunga dopo la Interstate 95 ed attraversa sei stati differenti: Florida, Georgia, Tennessee, Kentucky, Ohio e Michigan.
Inizia nella periferia di Miami e percorre la penisola della Florida lungo la Costa del Golfo passando per Tampa. In Georgia continua attraverso Macon e Atlanta per poi attraversare Chattanooga, Knoxville e le montagne Cumberland nel Tennessee. La I-75 entra in Kentucky passando per Lexington per poi attraversare il fiume Ohio fino a Cincinnati. In Ohio corre nella zona occidentale dello stato passando per Dayton e Lima. In Michigan corre verso nord-est lungo la costa del lago Erie e del fiume Detroit fino alla città di Detroit per poi svoltare a nord-ovest fino al Mackinac Bridge dove la I-75 attraversa lo stretto di Mackinac tra i laghi Huron e Michigan e prosegue fino al confine canadese.
Per il livello di traffico su questa strada, la maggior parte del percorso è a sei corsie, anche nelle aree rurali.